# برنامه ویژه جیدای‌گکی تی‌بی‌اس
برنامه ویژه جیدای‌گکی تی‌بی‌اس (به ژاپنی: TBS大型時代劇スペシャル) نام یک تله‌فیلم جیدای‌گکی (تاریخی ژاپنی) است. این مجموعه از فیلم‌های یک قسمتی توسط شبکه تلویزیونی تی‌بی‌اس به مدت ۱۰ سال و در سال ۱۹۸۷ تا ۱۹۹۷ میلادی ساخته شده و در روز اول ژانویه پخش شده‌است. ساعت پخش هر قسمت ۱۸:۰۰–۲۲:۲۴ یا ۲۲:۵۴ بوده و از شبکه خبری ژاپن پخش شده‌است.